# Psychocampa
Psychocampa is een geslacht van vlinders van de familie Mimallonidae.

## Soorten
- P. belaria Schaus, 1928
- P. beta (Schaus, 1910)
- P. bibula (Dognin, 1924)
- P. concolor Grote & Robinson, 1867
- P. doralica Dyar, 1928
- P. eminens (Dognin, 1923)
- P. lemoulti (Schaus, 1905)
- P. manicora Schaus, 1928
- P. mawaja (Dognin, 1922)
- P. pluridiscata (Dognin, 1916)
- P. prominens (Schaus, 1910)
- P. sylvia (Schaus, 1920)
- P. veigli Schaus, 1934
- P. ventana (Dognin, 1897)
- P. vitreata (Schaus, 1905)